# Fissistigma tungfangense
Fissistigma tungfangense là một loài thực vật thuộc họ Annonaceae. Đây là loài đặc hữu của Trung Quốc.